# ویلای اصفهان

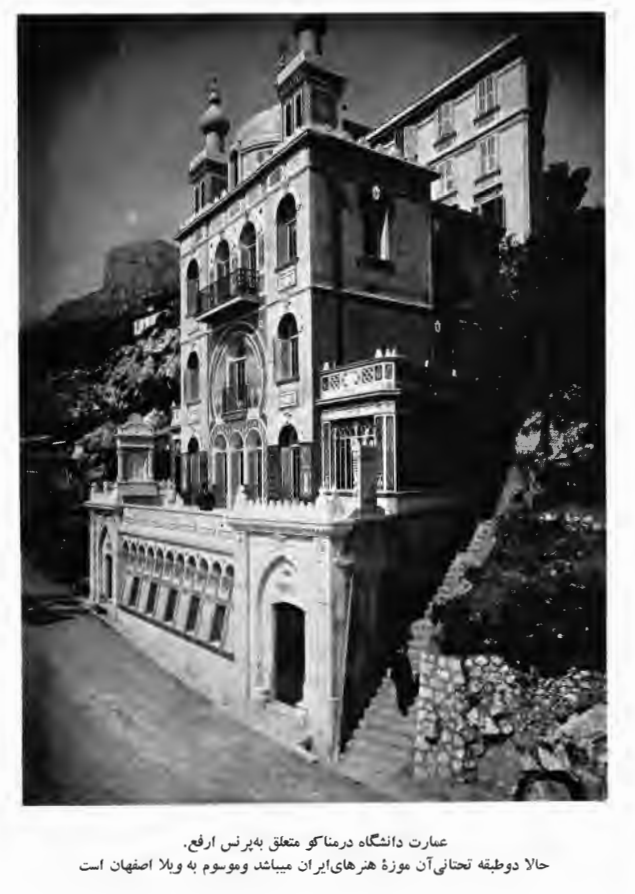
ویلای اصفهان

ویلای اصفهان (یا دانشگاه) که امروزه با نام مستعار و بیشتر با نام ویلای اصفهان (به فرانسوی: vila ispaɑ̃) شناخته می‌شود، ساختمانی به سبک معماری ایرانی دوران زیبا در مونِگِتی، موناکو، در بلوار ۵۷ ژاردن اِگزوتیک است. این بنا در سال ۱۹۱۰ توسط دیپلمات ایرانی، پرنس ارفع ساخته شد.
این ویلا با الگوبرداری از مسجد شاه (اصفهان) در ایران، با مناره‌های آبی ساخته شده به این صورت که با موزاییک، شیشه‌های رنگی و نقوشی از جمله نشان شیر و خورشید ایرانی تزئین شده است. ویلای اصفهان که در دهه ۱۹۶۰ موزه هنر و فرهنگ ایران بود، در سال ۲۰۱۹ با ۹ اتاق در زمینی به مساحت ۵۴۸ متر مربع برای فروش گذاشته شد.
ساختمان موزه هنر، محلی برای نمایش مجسمه‌ها و آثار هنری ایرانی بود که توسط بارونس ماری روز ترنک، نوه خواننده شهیر اپرا ماری روز، اداره می‌شد. مجموعه شاهزاده آرفا توسط ساتبیز در سال ۱۹۸۳ فروخته شد.
ویلای اصفهان مدتی (پیش از سال ۲۰۲۳) محل کنسولگری اندونزی در موناکو بوده است.